# ニック・プラマー
ニコラス・レイモンド・プラマー（Nicholas Raymond Plummer, 1996年7月31日 - ）は、 アメリカ合衆国ミシガン州オークランド郡レイスラップビレッジ出身のプロ野球選手（外野手）。左投左打。MLBのシンシナティ・レッズ傘下所属。

## 経歴

### プロ入りとカージナルス傘下時代
2015年のMLBドラフト1巡目（全体23位）でセントルイス・カージナルスから指名され、プロ入り。契約後、傘下のルーキー級ガルフ・コーストリーグ・カージナルスでプロデビュー。51試合に出場して打率.228、1本塁打、22打点、8盗塁を記録した。
2016年は手首を痛めて手術を受けたため、全休した。
2017年はA級ピオリア・チーフスでプレーし、92試合に出場して打率.198、4本塁打、17打点、8盗塁を記録した。
2018年もA級ピオリアでプレーし、104試合に出場して打率.205、8本塁打、30打点、10盗塁を記録した。
2019年はA+級パームビーチ・カージナルスでプレーし、96試合に出場して打率.177、5本塁打、29打点、3盗塁を記録した。
2020年は新型コロナウイルスの影響でマイナーリーグの試合が開催されなかったため、公式戦の出場は無かった。
2021年はAA級スプリングフィールド・カージナルスとAAA級メンフィス・レッドバーズでプレーし、2球団合計で117試合に出場して打率.280、15本塁打、54打点、13盗塁を記録した。オフの11月7日にFAとなった。

### メッツ時代
2021年11月24日にニューヨーク・メッツとメジャー契約を結んで40人枠入りした。2022年オフの11月10日にFAとなった。

### レッズ傘下時代
2023年2月3日にシンシナティ・レッズとマイナー契約を結んで、翌4日にAAA級ルイビル・バッツに配属された。

## 詳細情報

### 年度別打撃成績
| 年 度    | 球 団    | 試 合 | 打 席 | 打 数 | 得 点 | 安 打 | 二 塁 打 | 三 塁 打 | 本 塁 打 | 塁 打 | 打 点 | 盗 塁 | 盗 塁 死 | 犠 打 | 犠 飛 | 四 球 | 敬 遠 | 死 球 | 三 振 | 併 殺 打 | 打 率 | 出 塁 率 | 長 打 率 | O P S |
| -------- | -------- | ----- | ----- | ----- | ----- | ----- | -------- | -------- | -------- | ----- | ----- | ----- | -------- | ----- | ----- | ----- | ----- | ----- | ----- | -------- | ----- | -------- | -------- | ----- |
| 2022     | NYM      | 14    | 31    | 29    | 4     | 4     | 1        | 0        | 2        | 11    | 6     | 0     | 0        | 0     | 0     | 1     | 0     | 1     | 12    | 1        | .138  | .194     | .379     | .573  |
| MLB：1年 | MLB：1年 | 14    | 31    | 29    | 4     | 4     | 1        | 0        | 2        | 11    | 6     | 0     | 0        | 0     | 0     | 1     | 0     | 1     | 12    | 1        | .138  | .194     | .379     | .573  |

- 2022年度シーズン終了時

### 背番号
- 18（2022年）